# Les Pirates de Malaisie (film, 1941)
Pour les articles homonymes, voir Les Pirates de Malaisie.
Pour plus de détails, voir Fiche technique et Distribution.
Les Pirates de Malaisie (titre original : I pirati della Malesia) est un film italien réalisé par Enrico Guazzoni, sorti en 1941.

## Fiche technique
- Titre original : I pirati della Malesia
- Titre français : Les Pirates de Malaisie[1]
- Réalisation : Enrico Guazzoni
- Scénario : Mino Doletti et Gianni Franciolini d'après le roman d'Emilio Salgari
- Photographie : Carlo Montuori
- Montage : Duilio A. Lucarelli
- Musique : Raffaele Gervasio
- Pays d'origine :  Royaume d'Italie
- Format : Noir et blanc — 35 mm — 1,37:1 — Son : Mono
- Genre : Film d'aventure, Film d'action
- Date de sortie : 1941

## Distribution
- Massimo Girotti : Tremal-Naik
- Clara Calamai : Ada
- Camillo Pilotto : Kammamuri
- Luigi Pavese : Sandokan
- Sandro Ruffini : Yanez de Gomera
- Nino Pavese : Lord James Brooke
- Greta Gonda : La baronne Van Zeeland
- Arturo Bragaglia
- Renato Navarrini
- Otello Toso